# Brachymeria corneillei
Brachymeria corneillei is een vliesvleugelig insect uit de familie bronswespen (Chalcididae). De wetenschappelijke naam is voor het eerst geldig gepubliceerd in 1924 door Girault.